# Saint-Mamet
Saint-Mamet är en kommun i departementet Haute-Garonne i regionen Occitanien i södra Frankrike. Kommunen ligger i kantonen Bagnères-de-Luchon som tillhör arrondissementet Saint-Gaudens. År 2022 hade Saint-Mamet 552 invånare.

## Befolkningsutveckling
Antalet invånare i kommunen Saint-Mamet
Referens:INSEE